# Sancha Provensálská
Sancha Provensálská (1225, Aix-en-Provence – 9. listopadu 1261, hrad Berkhamsted) byla hraběnka z Cornwallu a královna Svaté říše římské. Byla známá především pro svou krásu.

## Život

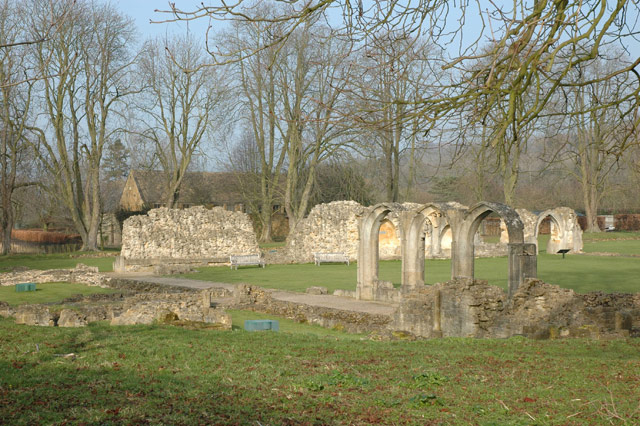
Ruiny kláštera Hailes

Narodila se jako třetí ze čtyř dcer provensálského hraběte Ramona Berenguera V. a Beatrix, dcery savojského hraběte Tomáše I. Její starší sestry Eleonora a Markéta se staly královnami díky sňatkům: Eleonora si vzala anglického krále Jindřicha a Markéta francouzského krále Ludvíka. I Sanchina mladší sestra Beatrix se stala královnou, avšak až poté, co společně s manželem Karlem, bratrem Ludvíka IX. Francouzského, získali Sicílii.
Sancha se měla původně provdat za Raimonda, hraběte z Toulouse. Ke sňatku bylo zapotřebí papežského dispenzu, jenže papež Celestýn IV. právě zemřel a volba nového se v dohledné době nekonala. Díky nejstarší sestře Eleonoře se nakonec Sancha provdala 23. listopadu 1243 ve Westminsterském opatství za čerstvě ovdovělého Richarda, mladšího bratra anglického krále. Sanchina svatba byla honosná a náklady byly údajně placeny z daní získaných od židovského obyvatelstva. Údajně bylo podáváno třicet tisíc pokrmů. Mladá hraběnka pak porodila manželovi dva syny. Dospělosti se dožil jeden jediný.
Samotný sňatek vedl u upevnění vztahů mezi Anglií a Francií a i díky němu nakonec došlo k Pařížské dohodě, která znamenala konec válčení mezi oběma zeměmi.
13. ledna 1257 byl Richard třemi německými kurfiřty zvolen jako římskoněmecký král a 17. května byl manželský pár v Cáchách papežem Alexandrem IV. korunován. Sancha se tak připojila ke svým sestrám královnám. Krátce po korunovaci se s manželem účastnila patnáctiměsíční cesty po nově nabytých zemích.
| „ | Když jsme s celou naší družinou za příznivého počasí, zdraví a v dobré pohodě bez jakéhokoli obtěžování a nesnází přistáli v jednom dobře vybaveném přístavu v zemi hraběte Holandského, byli jsme tam přijati od šlechty z okolí se všemi poctami. Po několika dnech jsme se dali na cestu po územích vícerých magnátů, kteří nás přijímali přiměřeně našemu stavu. Po Křížových dnech jsme dále táhli do Cách, kde nás u městské brány přijali patriciové a měšťané uctivě a s voláním radosti a jásotu. Na svátek nanebevzetí páně jsme byli pan král a my sami za obecného souhlasu korunováni. | “ |
| — | |   |

Richardovým vzdorokrálem byl zvolen Alfons X. Kastilský.
Když se zhoršila politická situace v Anglii, kde byl lid nespokojený s vládou krále Jindřicha i jeho „cizáckou“ manželkou, odcestovala Sancha i Richard zpět do Anglie. Na podzim roku 1260 Sancha onemocněla a o rok později zemřela. Zemřela na hradě Berkhamsted a byla pohřbena v cisterciáckém klášteře Hailes v Gloucestershire stejně jako její muž (fundátor kláštera), syn Edmund a nevlastní syn Jindřich z Almainu zavražděný Simonem z Montfortu.

## Potomstvo
Sancha porodila svému muži dva syny, avšak mylně jsou uváděni i tři synové. Nicméně, nejmladší Richard není synem Sanchy a Richarda, ale Richarda a jeho milenky Joan de Valletort.
- Richard z Cornwallu (*/† 1246), zemřel jako nemluvně
- Edmund z Cornwallu (1249/1250–1300)